# Saccharum beccarii
Saccharum beccarii är en gräsart som först beskrevs av Otto Stapf, och fick sitt nu gällande namn av Thomas Arthur Cope. Saccharum beccarii ingår i släktet Saccharum och familjen gräs. Inga underarter finns listade i Catalogue of Life.